# Alt Àneu
Alt Àneu (spanisch Alt Aneu) ist eine katalanische Gemeinde (Municipio) mit 455 Einwohnern (Stand: 2024) in der Provinz Lleida im Nordosten Spaniens. Sie ist Teil der Comarca Pallars Sobirà. Die Gemeinde besteht aus den Ortschaften Alós, Àrreu, Borén, Isavarre, Isil, Son, Sorpe und València d’Àneu. In València d’Àneu befindet sich der Verwaltungssitz.
1970 wurde die Gemeinde aus den vormals eigenständigen Kommunen Isil, Son del Pino, Sorpe und Valencia de Areo gebildet.

## Lage
Alt Àneu liegt in den Pyrenäen etwa 150 Kilometer nordnordöstlich von Lleida in einer Höhe von ca. 1085 m. Die Gemeinde liegt an der Grenze zu Frankreich und wird vom Noguera Pallaresa durchflossen.

## Einwohnerentwicklung
| 1970 | 1981 | 1991 | 2001 | 2011 | 2021 |
| ---- | ---- | ---- | ---- | ---- | ---- |
| 480  | 319  | 351  | 418  | 450  | 430  |

## Sehenswürdigkeiten
- Burganlage von València d’Àneu
- Martinskirche von Borén
- Kirche der Unbefleckten Empfängnis von Isil
- Andreaskirche von València d’Àneu
- Justus-und-Pastor-Kirche in Son
- Liceriuskirche in Alós
- Laurentiuskirche in Isavarre
- Peterskirche von Sorpe

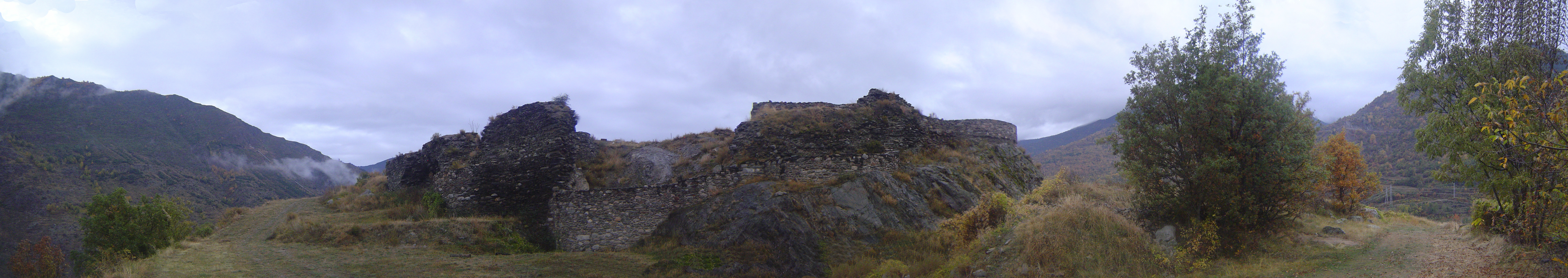
Burganlage
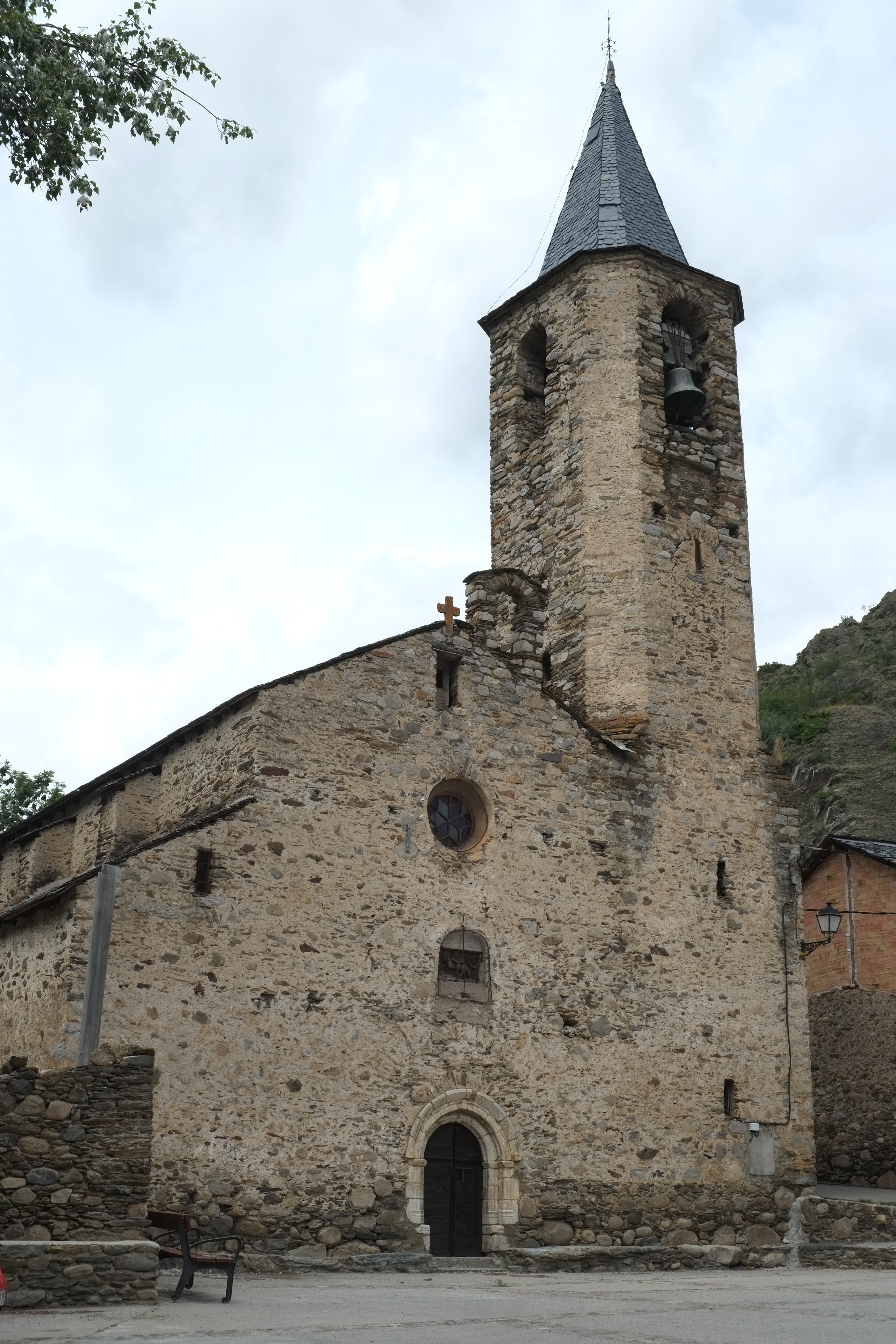
Martinskirche
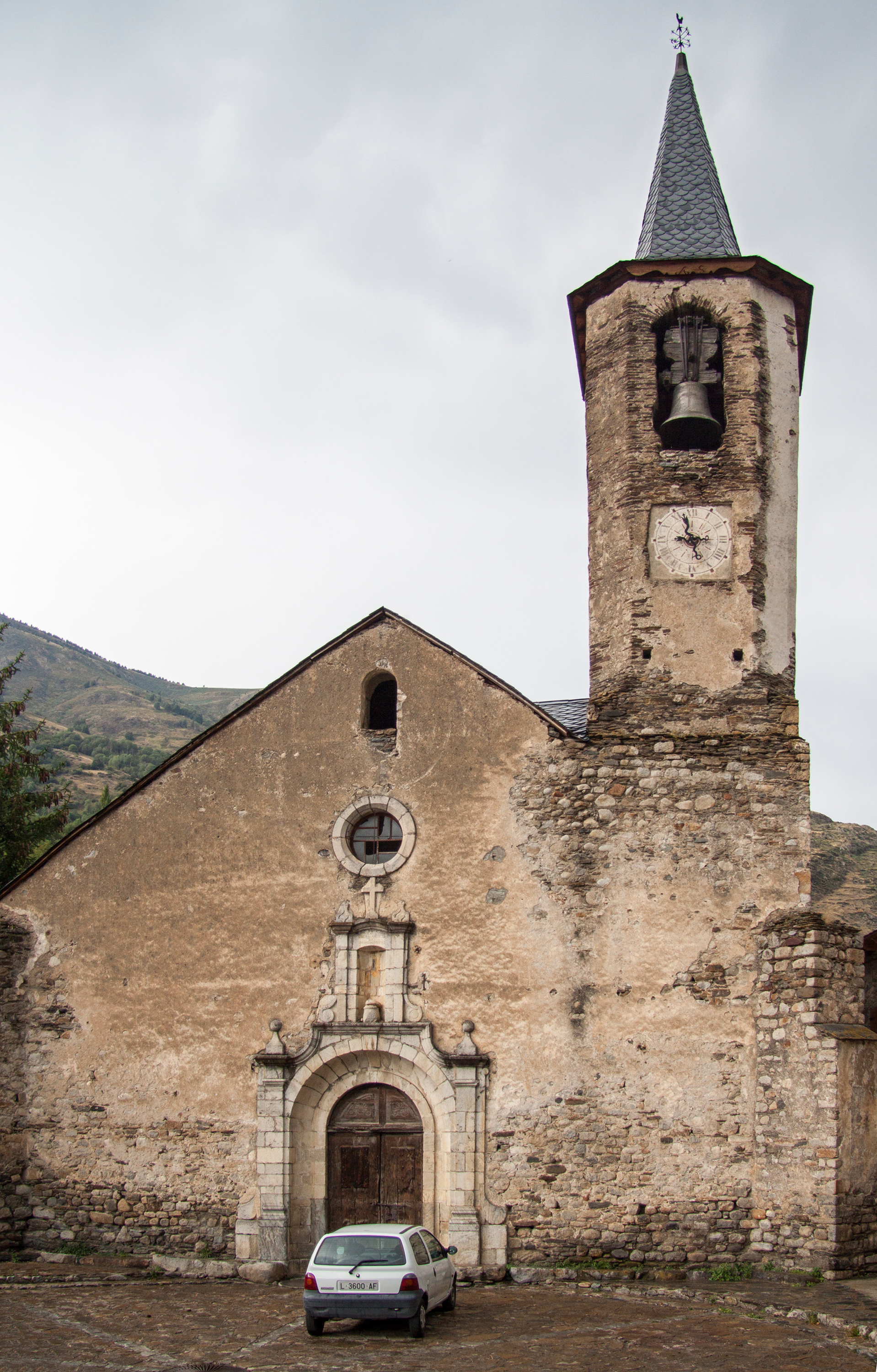
Kirche der Unbefleckten Empfängnis
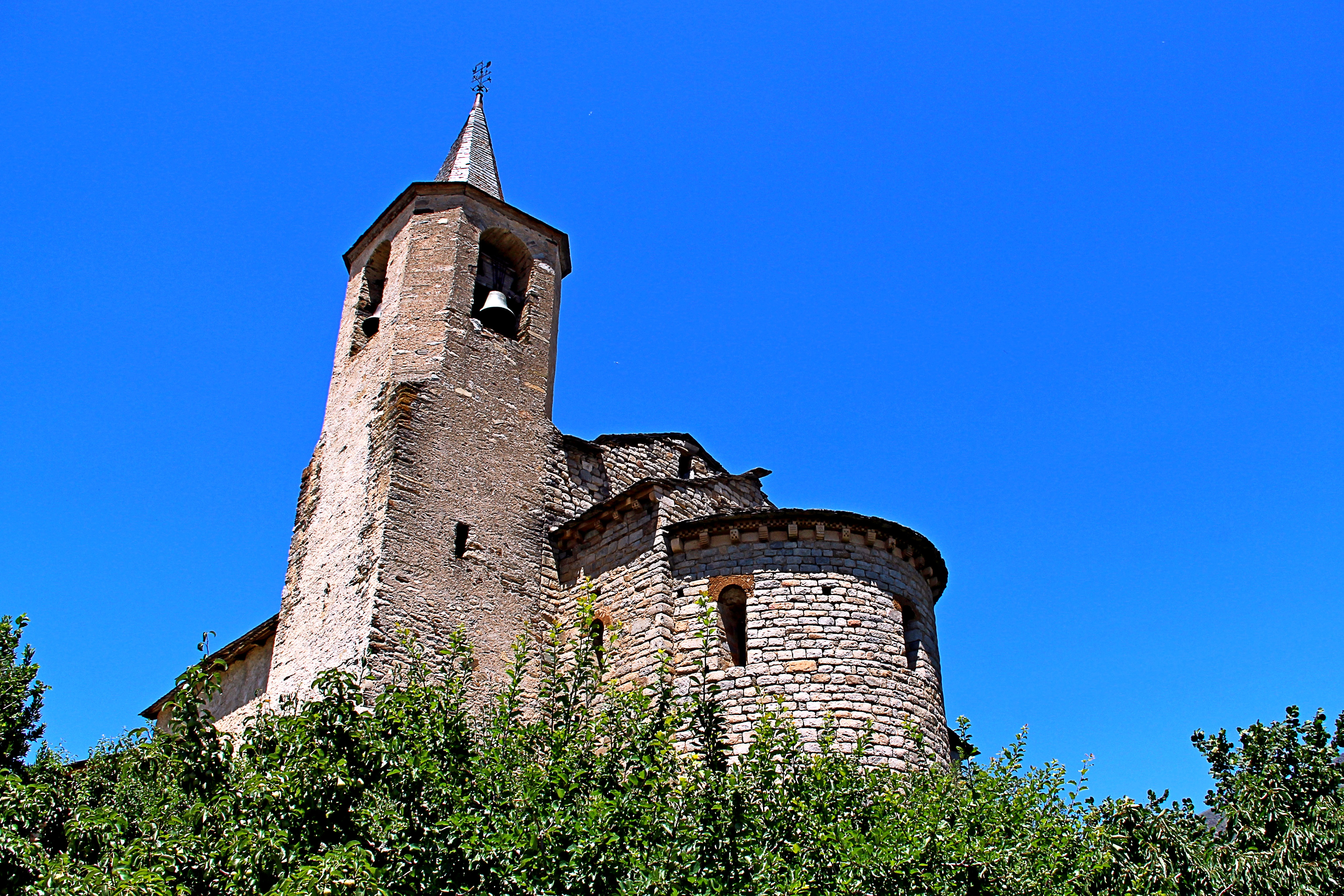
Andreaskirche
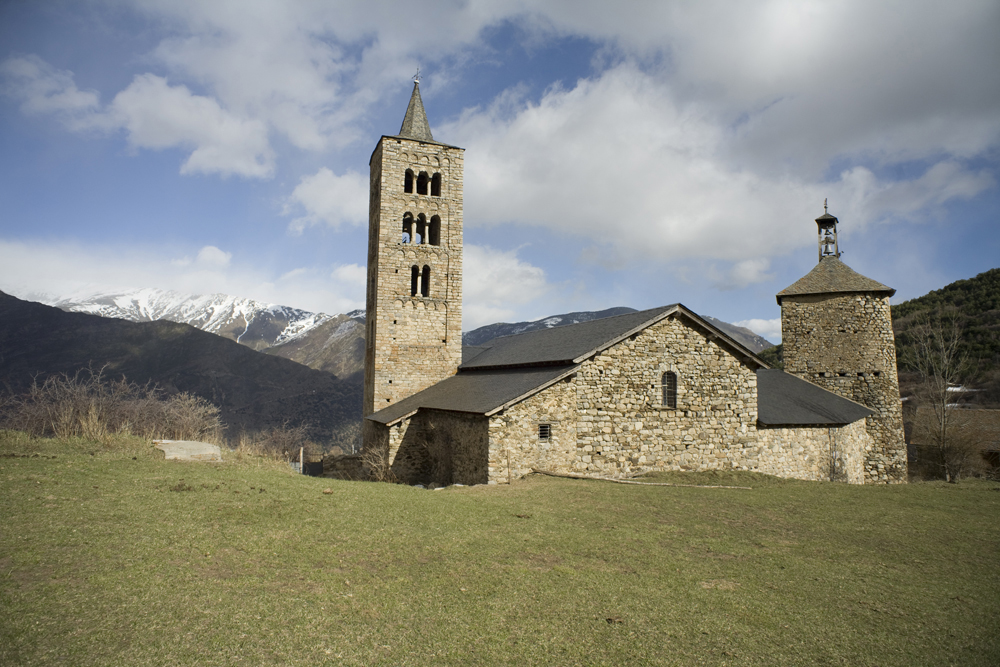
Justus-und-Pastor-Kirche
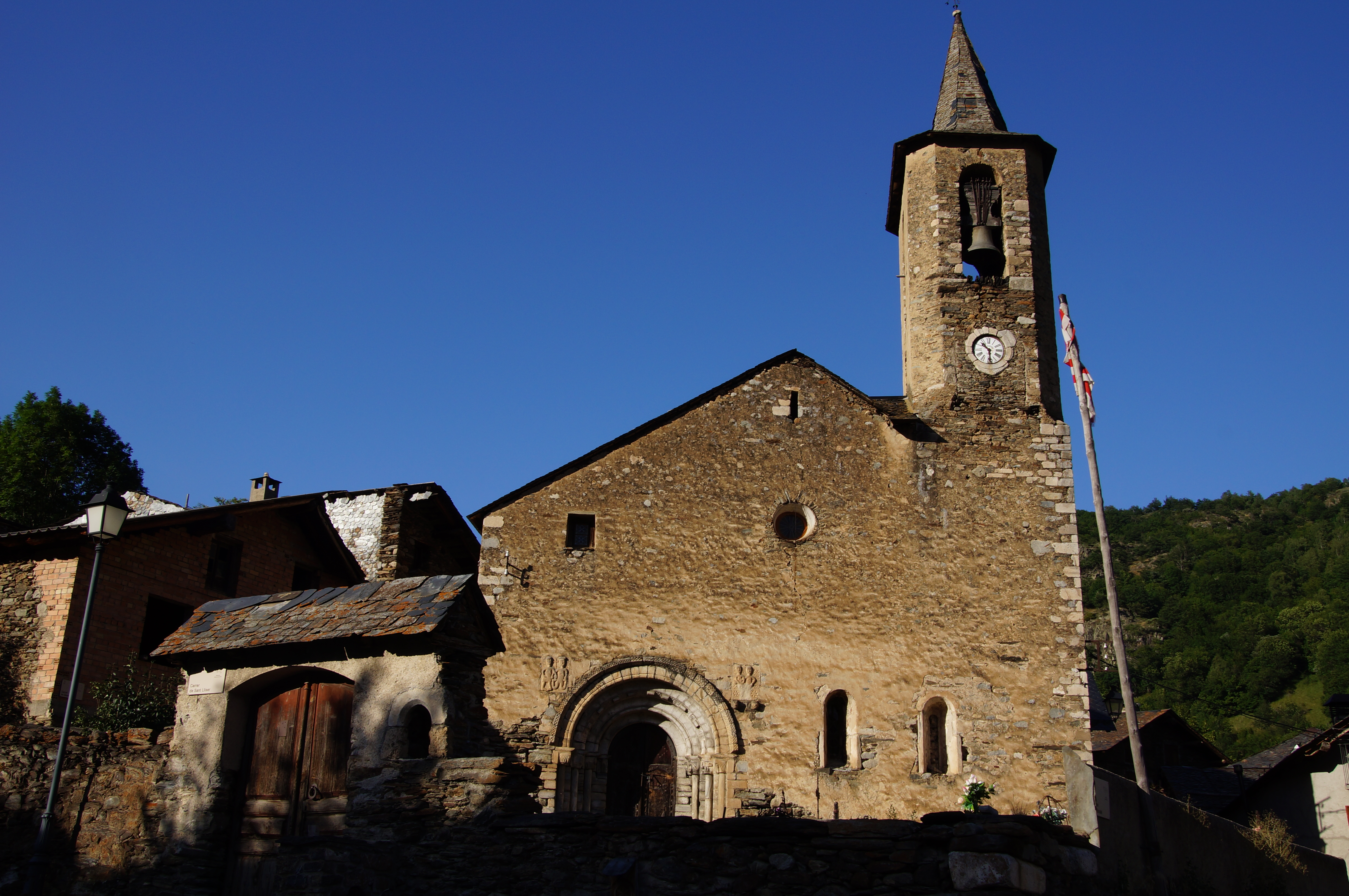
Liceriuskirche
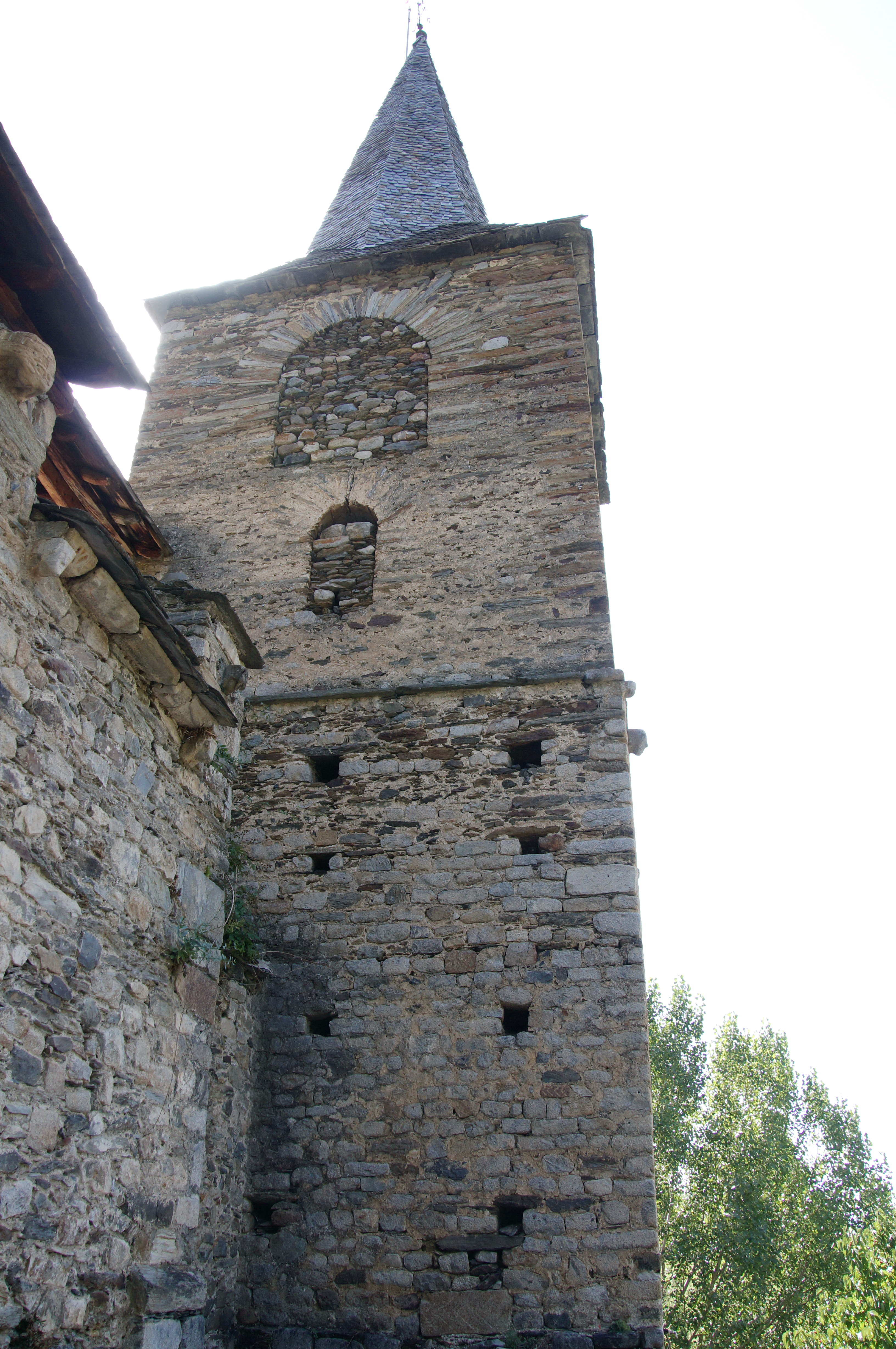
Laurentiuskirche
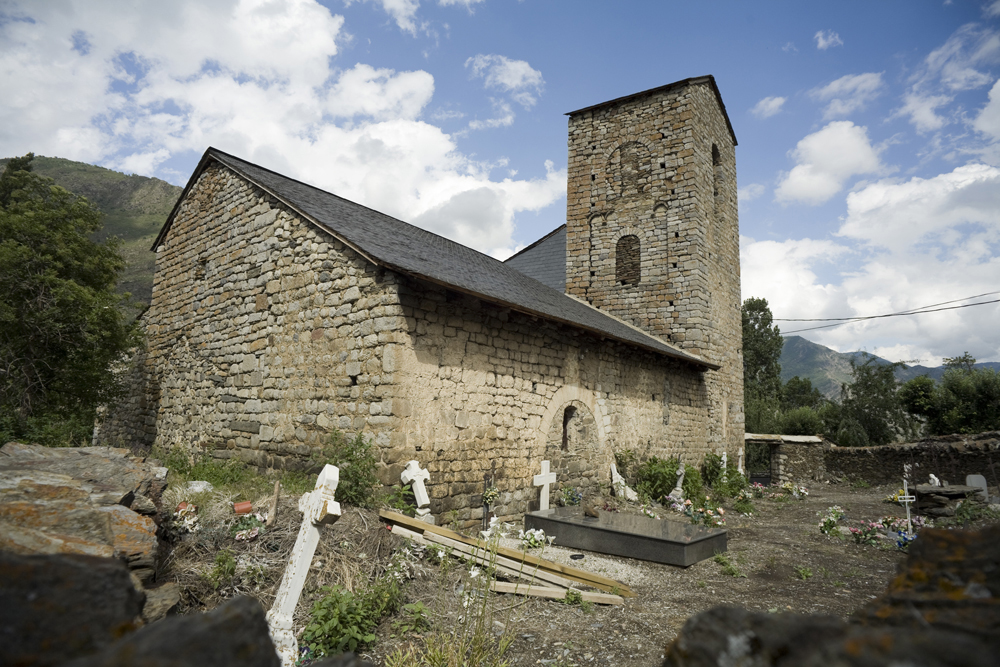
Peterskirche